# Köztársaság (könyv)
A Köztársaság (alcíme líra, dráma, epika) Szálinger Balázs 2012-ben kiadott, három műfajú, négy különálló részből álló kötete, ami a Magvető Könyvkiadó gondozásában jelent meg. A könyv részenként más-más műnemben íródott: első része lírai, egy kötetnyi vers, amit egy Krisztus előtt 75-ben játszódó dráma, a Köztársaság követ, végül pedig egy elbeszélő költemény, a Háború következik, amely a harmadik világháborúban játszódik. Bár a kötet címe is meghatározóan utal arra, hogy a könyv tematikájában a közéletiséggel foglalkozik, de ugyanilyen erejű, erős benne az érzelmi, szerelmi vonal.
A könyv borítóján Szilágyi Lenke fotója látható. A kötet címét és témáját már 2009-ben kitalálta. A mű elkészülésének az Örkény István drámaírói ösztöndíj szabott határidőt. Később úgy nyilatkozott a könyvről: „A két időpont között, hogy kitaláltam a dráma címét, majd 2012 könyvhetére megjelent a kötet, olyan változások történtek az aktuális közéletben, hogy a cím hirtelen egészen mást kezdett jelenteni. De gondoltam, maradjon így, gyávaság lenne kihátrálni. …ma már elhagynék néhány oldalt belőle, ahogy a versekből is kiszórnék egyet-kettőt.”

## Líra
A könyvben két lírai ciklus található. A kötet versei három év alatt gyűltek össze. Nem egy meghatározott téma köré írta, mégis egy egységet alkotnak a kötet teljes tematikájával. Szólnak szerelemről, popkultúráról, háborúról, magyar sorsról, köz- és magánéletről, családról, vallásról, identitásról, diktatúráról és korrupcióról, ahogy akad közöttük vélt vagy valós példaképekhez címzett hommage-ok is.

## AKöztársaságcímű dráma
2010 elején, amikor Szálinger Balázs anyaggyűjtés céljából Kolozsváron töltött közel egy évet (majd később is rövidebb időtartamokat), már megvolt a dráma alapötlete, címe, témája. Rengeteg Julius Caesarral kapcsolatos könyvet vitt magával, ezekre alapozta művét, melyet azonban Pesten írt. Elsőként ez készült el a könyvből.
A dráma Gaius, azaz Julius Caesar egy ifjú kori, Suetonius római életrajzíró által lejegyzett kalandjáról szól, mikor is kalózok fogságában töltött néhány napot. Kr.e. 75-ben Caesar retorikai tanulmányok folytatása céljából Rodoszra utazott, útközben azonban a Földközi-tengeren Pharmakusza szigeténél (a valóságban a Dodekanészosz-szigetcsoporthoz tartozó Pharmakoszon) elrabolták...
Először még a megjelenés évében, 2012-ben Pécsett a POSZT OFF-programján, a Színházi Dramaturgok Céhe által szervezett nyílt fórumon, egy felolvasó-színházi előadás készült belőle, amelyet Faragó Zsuzsa dramaturg közreműködésével Laboda Kornél rendezésében hallhatott a közönség. Ebben olyan színészek szerepeltek, akik a korábbi darabjaiban is feltűntek: Gazsó György, Pálos Hanna és Chován Gábor. Nem sokkal később, 2013-ban két ősbemutató is volt belőle: Romániában a Tomcsa Sándor Színház, Magyarországon pedig a Hevesi Sándor Színház előadásában. 2016-ban a Zsámbéki Színházi és Művészeti Bázison is bemutatásra került Horváth Illés rendezésében alkalmi társulattal, melyért a 2016–2017-es évad legkiválóbb művészeti teljesítményeként megkapta a Mátyás Irén-emlékdíjat.
2012. szeptember 21-én a Színházi Dramaturgok Céhe az évad legjobb magyar drámájának választotta.

## AHáborúcímű elbeszélő költemény
A kötet utolsó része egy utópisztikus szerelmi verses elbeszélés a 21. század Budapestjén, melyben a látszólagosan átlagos hétköznapokból egyszerre robban ki a III. világháború és érkezik visszafordíthatatlan pontjához egy szakítás.

## A kötet elismerései
- Artisjus irodalmi díj (2013)[7][8]
- Szépíró-díj (2013)[9]